# Santacroce (famiglia bergamasca)
I Santacroce sono stati importanti pittori di origine bergamasca migrati a Venezia in cerca di fortuna aprendo,  tra la seconda metà del 1400 e la fine del 1600, due botteghe di pittura. I personaggi facevano parte di due famiglie differenti che avevano in comune il medesimo piccolo paese di provenienza e che si integrarono perfettamente nella comunità veneziana ottenendo il diritto di cittadini de intus de extra, abitando per più di dieci anni la contrada di San Cassiano.

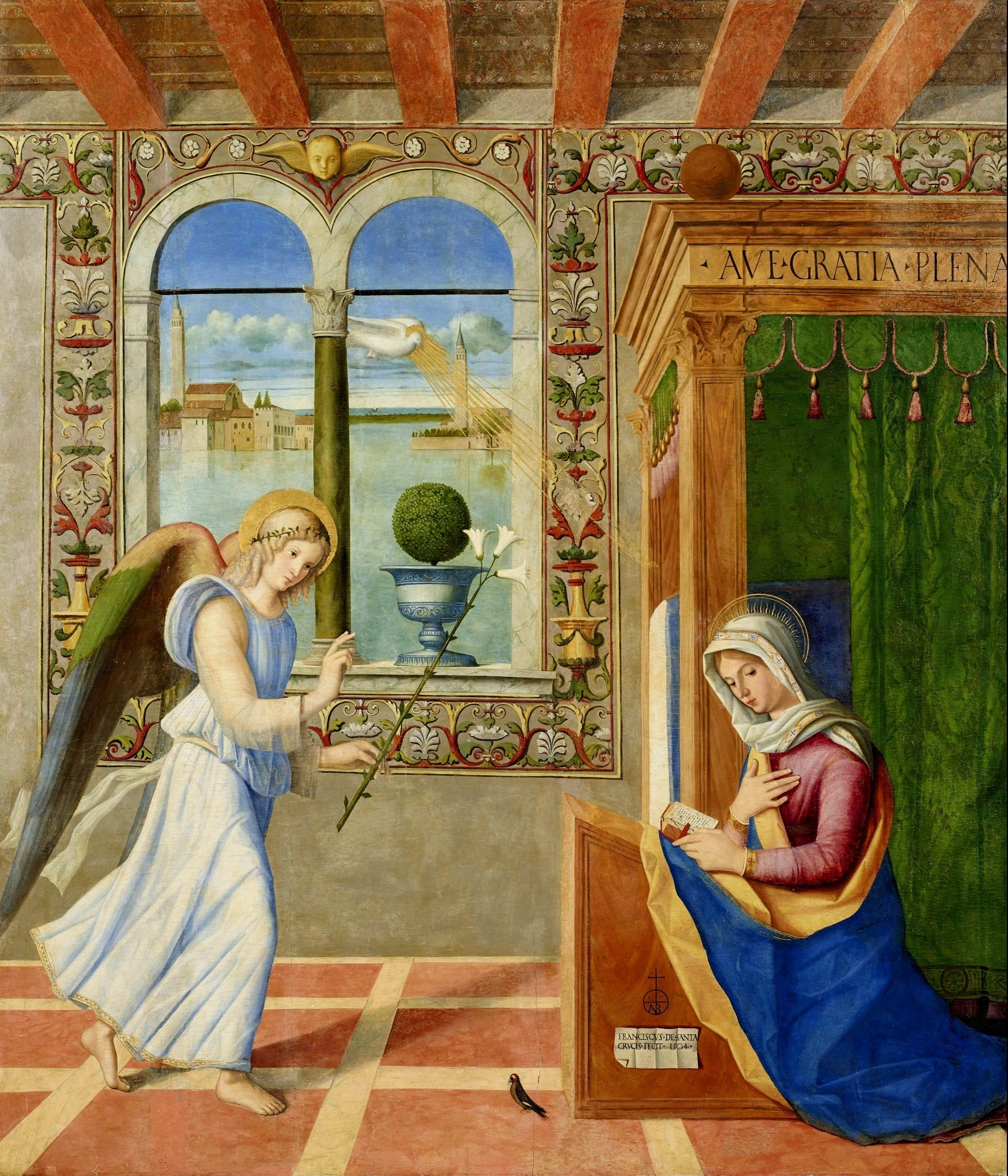
Francesco di Simone da Santacroce Annunciazione (1504),pinacoteca dell'Accademia Carrara

- La dinastia della bottega di Francesco da Santacroce
  - Francesco di Simone da Santacroce (doc. prima del 1475/1508 circa)
  - Francesco Rizzo da Santacroce (1505-1545)
- La dinastia della bottega di Girolamo da Santacroce
  - Girolamo da Santacroce
  - Francesco di Girolamo
  - Pietro Paolo Galizzi[3]

## Storia

### Bottega di Francesco
- Francesco di Simone da Santacroce fu il primo dei pittori detti I Santacroce. Era figlio di Simone e nacque nella frazione Santa croce di San Pellegrino Terme trasferitori giovanissimo a Venezia con la famiglia dove trascorse i suoi primi anni da alunno alla bottega di Giovanni Bellini e poi aprendo la prima bottega che divenne famosa con il nome del luogo d'origine, bottega che rimase attiva fino al XVII secolo. Da questa bottega usciranno artisti come Francesco Rizzo, Andrea Previtali e Palma il Vecchio.[4]
- Francesco Rizzo di Bernardo, erede di Simone, viene infatti citato nel testamento dell'artista;
- Vincenzo di Bernardo, sicuramente morto prima del 1531 e fratello di Simone
- Giovanni Galizi De Vecchi cugino di Francesco Rizzo di Bernardo documentato dal 1543 al 1565.[5]

### Bottega di Girolamo Galizzi
- Girolamo da Santacroce
- Francesco di Girolamo (1516-1584)
- Pietro Paolo Galizzi (1584-1620)